# マインハルト (ケルンテン公)
マインハルト（Meinhard, 1238年頃 - 1295年11月1日）は、チロル伯（マインハルト2世、在位：1258年 - 1295年）、ゲルツ伯（在位：1258年 - 1271年）、ケルンテン公（在位：1286年 - 1295年）。父はチロル＝ゲルツ伯マインハルト1世、母はチロル伯アルブレヒト3世の娘アーデルハイト。ゲルツ伯アルブレヒト1世の兄。

## 生涯
1258年の父の死後、弟のアルブレヒトと共にチロルとゲルツを統治していたが、1271年に領土を分割、チロルを単独統治することになった。チロル伯はブリクセン司教とトリエント司教の臣下だったが、マインハルトは両者からイン川の領土をいくつか買収、グロシュ銀貨を発行して事実上の独立を果たした。神聖ローマ皇帝ルドルフ1世とボヘミア王オタカル2世との争いでは、ケルンテン公国を与えることを約束したルドルフ1世に味方し、1286年にケルンテン公国及びイストリア半島のカルニオラ公国を受け取った。この相続にさいして家系が断絶した場合は領土はハプスブルク家に帰属することを約束、後にチロル領有の口実となった。
1295年に死去、遺領は3人の息子が共同統治した。

## 子女
1258年、バイエルン公兼ライン宮中伯オットー2世の娘エリーザベトと結婚した。エリーザベトは神聖ローマ皇帝コンラート4世の未亡人であり、コッラディーノの母でもあった。夫妻は6人の子を儲けた。
1. エリーザベト（1262年 - 1312年） - 1274年にローマ王アルブレヒト1世と結婚
2. オットー3世（1265年 - 1310年） - ケルンテン公
3. アルブレヒト（? - 1292年）
4. ルートヴィヒ（? - 1305年） - ケルンテン公
5. ハインリヒ6世（1265年/1270年 - 1335年） - ケルンテン公、ボヘミア王
6. アグネス（? - 1293年） - 1286年にマイセン辺境伯フリードリヒ1世と結婚